# Взгляд (телепрограма)
«Взгляд» (укр. Погляд) — популярна телепрограма Центрального телебачення (ЦТ) та Першого каналу (ОРТ), одна з програм, які «змінили уявлення росіян про телебачення». Головна передача телекомпанії ВІD. Офіційно виходила в ефір з 2 жовтня 1987 року по 23 квітня 2001 року. Ведучі перших випусків програми: Олег Вакуловський, Дмитро Захаров, Владислав Лістьєв і Олександр Любимов. Найпопулярніша передача в 1987—2001 роках. Виробник — Головна редакція програм для молоді ЦТ Держтелерадіо СРСР (1987—1990) і телекомпанія BID (з 5 жовтня 1990 року). У 1988—1991 роках сюжети для програми робила телекомпанія АТВ, а з 1994 по 1995 рік програма випускалася спільно зі студією «Публіцист» РДТРК «Останкіно».

## Історія
У квітні 1987 року на засіданні ЦК КПРС було прийнято закрите рішення про створення молодіжної вечірньої п'ятничної передачі, а вже в жовтні в Молодіжній редакції ЦТ (Анатолій Лисенко, Едуард Сагалаєв, Анатолій Малкін, Кіра Прошутинська) з'явилася вечірня інформаційно-музична передача для молоді «Взгляд». Тоді, в кінці 80-х, ідею такої передачі підтримав Олександр Яковлєв, секретар ЦК КПРС з ідеології. Олександр Кондрашов у своїй рецензії на книгу Євгена Додолєва «Бітли перебудови» зазначив: «в обіг повернулося багато невідомих або забутих фактів: те, що батьками програми були Анатолій Лисенко та Едуард Сагалаєв, знали всі, але те, що перші випуски „народжували“ Кіра Прошутинська і Анатолій Малкін, — ні»). Трохи пізніше в ефірі був оголошений конкурс на назву програми. Однак, існує версія, що назву передачі придумав Едуард Сагалаєв, який тоді очолював «молодіжку». Анатолій Лисенко розповідає:
 |  | Зверху, від Олександра Миколайовича Яковлєва, прилетіла ідея робити молодіжну інформаційно-розважальну програму. Він, у свою чергу, отримав рішення ЦК партії про те, що потрібна така передача. Щоб вона в якомусь сенсі відволікала молодь від прослуховування закордонних радіостанцій. Сагалаєв витягнув стару сценарну заявку, запропонував мені спробувати ще раз. Я погодився |

Формат передачі включав прямий ефір зі студії та музичні кліпи. В умовах відсутності на території країни будь-яких музичних передач, які транслювали сучасну закордонну музику, це була єдина можливість побачити кліпи багатьох виконавців, популярних на той час на Заході.
Спочатку ведучих передачі було четверо: Владислав Лістьєв, Олександр Любимов, Дмитро Захаров і Олег Вакуловський. Потім Олександр Політковський. Трохи пізніше до них приєднались Сергій Ломакін і Володимир Мукусєв. Як ведучі запрошувалися відомі в ту пору журналісти Артем Боровик і Євген Додолєв:
|  | З газетного світу прийшли у «Взгляд» Артем Боровик, який проводив дуже потрібну тему конверсії і проблем армії, і Євген Додолєв − автор низки сенсаційних сюжетів. |

З 1990 по 1993 рік виробництво програми «Взгляд» стало здійснюватися телекомпанією ВИД, а програма стала являти собою аналітичне ток-шоу.
Скандал вибухнув 26 грудня 1990 року, коли керівництво Держтелерадіо СРСР заборонило вихід в ефір новорічного випуску «Взгляду». Голова Держтелерадіо СРСР Леонід Кравченко мотивував заборону небажаним обговоренням відставки міністра іноземних справ СРСР Е. А. Шеварднадзе. 10 січня 1991 року перший заступник Голови Держтелерадіо СРСР підписав наказ про призупинення виробництва і виходу в ефір програми, що означало, по суті, заборону на вихід в ефір.
26 лютого 1991 року перед готелем «Москва» пройшла маніфестація на захист гласності за участі «взглядівців», яка зібрала півмільйона учасників. У квітні 1991 року вийшов перший «Взгляд з підпілля», який готували Олександр Любимов і Олександр Політковський.
17 травня 1991 року «Взгляд» транслювався з Риги. 23 і 25 серпня 1991 року вийшли спеціальні випуски «Взгляду», присвячені подіям 19-23 серпня 1991 року.
З 1992 по 1993 рік функцію програми «Взгляд» фактично виконували чотири програми телекомпанії BID: «Тема», «МузОбоз», «Червоний квадрат» і «Політбюро». Причому в сюжетах останніх двох програм використовувався всім відомий «ромб». У вересні 1993 року «Червоний квадрат» був закритий, а вже у жовтні було закрито «Політбюро».
У 1993 році вийшло два спеціальних випуски «Взгляду» у форматі ток-шоу. Перший випуск, присвячений референдуму «так-так-ні-так», вийшов у квітні і його підготували Олександр Любимов, Владислав Лістьєв і Олександр Політковський, а також Іван Демидов як головний режисер. Другий випуск, присвячений новій політичній еліті Росії, вийшов у червні.
27 травня 1994 року вийшов у ефір «Взгляд з Олександром Любимовим» у форматі інформаційно-аналітичної програми. 22 липня 1994 року гостем у програмі став Олександр Солженіцин, який незадовго до цього прибув до Москви вперше після тривалої еміграції.
Програма приділяє велику увагу розростанню з листопада 1994-го року конфлікту в Чеченській республіці. Під час першої і другої чеченських воєн Олександр Любимов неодноразово вилітає в зону бойових дій.
Оновлений «Взгляд» неодноразово піднімає проблеми моралі, бідності, безробіття, намагється подолати «кризу віри», яка охопила багатьох, і показує непересічних людей з середовища фермерів, вчителів, лікарів і робітників. Особлива увага приділяється боротьбі з наркоманією. Своє перше інтерв'ю федеральному телебаченню засновник фонду «Місто без наркотиків» Євген Ройзман дав саме в цій програмі. Про пізній «Взгляд» тележурналіст Володимир Кара-Мурза-старший зазначав, що він був напівзамовною передачею, яка тільки дискредитувала назву «Взгляд». Схожої думки дотримується і Володимир Мукусєв, який сприймає цю інкарнацію передачі як «спробу творчо нажитися на безумовній і заслуженій слави нашого „Взгляду“».
З листопада 1996 по серпень 1999 року співведучим «Погляду» був Сергій Бодров (молодший).
До 2 жовтня 1998 року програма виходила пізно ввечері по п'ятницях, після чого (з 5 жовтня того ж року) — пізно ввечері по понеділках, зберігаючи прямий ефір та інтерактивність (в студії працював телефон).
У квітні 2001 року, після призначення Олександра Любимова першим заступником Генерального директора ОРТ, програму довелося закрити. Це закриття було несподіваним, оскільки ще з вересня 2000 року протягом кількох місяців проводився всеросійський кастинг на співведучого програми.

## Значення
Програма «Взгляд» стала одним із символів перебудови. Вона перевернула уявлення радянських глядачів кінця 1980-х про телевізійну журналістику і подачу новинних матеріалів. Розкуті молоді ведучі майже в домашньому одязі, прямий ефір, гострі матеріали, сучасні відеокліпи як «музичні паузи» — все це разюче відрізнялося від строго зрежисованих і цензурованих новинних програм Центрального Телебачення, таких як, наприклад, програма «Время» (укр. Час). Випуски були переважно присвячені злободенним, соціальним темам сьогоднішнього дня. В ефір запрошували політичних діячів і популярних в СРСР і Росії людей. Програма користувалася великою популярністю аудиторії, випуски широко обговорювалися громадськістю і ЗМІ. Навіть через 10 років «Огонёк» позиціював ведучих як «народних героїв». Іван Демидов, говорячи про таке явище як перебудова, зазначав:
|  | Якщо знову повернутися до часів, коли починався «Взгляд», — людям, які керували країною, здавалося, що потрібно забороняти крамольні фрази про пленуми ЦК. А треба було забороняти майки на ТБ, гострі стильові моменти, нові розмови — в цьому і була бомба сповільненої дії, розкріпачення свідомості. |

22 вересня 2007 року весь колектив був відзначений спеціальною премією ТЕФІ на честь 20-річчя програми, яка змінила російське телебачення. Примітно, що з 31 людини, нагороджених на честь ювілею «Взгляду», 25 над передачею не працювали ніколи. Володимир Мукусєв зазначив:
|  | На черговій тусовці під назвою «Вручення ТЕФІ» на сцену на чолі з Любимовим піднялися люди, яких взагалі ніколи не мали стосунку до «Взгляду», або нічого, крім шкоди, йому не принесли. Йому й була вручена заповітна статуетка. Навіщо це було зроблено, стало ясно через рік, коли Познер теж отримав ТЕФІ. Комерційний кіоск «ти мені — я тобі» продовжує працювати. |

Згодом Любимов відповів на це звинувачення:
|  | Гостей на церемонію запрошували без мене. Я покликав на сцену всіх «взглядівців», які перебували в залі. А вже хто не прийшов і з якої причини… Телебачення — колективний продукт. Звучить банально, але це так. Ведучі перебували в кадрі, а скільки народу допомагало?. |

Той же Володимир Мукусєв підкреслював, що передача «була сильна в першу чергу не журналістами, а гостями». Він же наголошував в одному з інтерв'ю:
|  | "Взгляд" - це не тільки сюжети. Він впливав на прийняття владою найсерйозніших політичних рішень. Наприклад, був пред'явлений народу перший легальний радянський мільйонер - Артем Тарасов і партквиток його заступника по кооперативу. Чорним по білому там було написано: партвнески за місяць 90 тисяч рублів. Це при середній зарплаті в країні в 120 рублів. Грандіозний скандал призвів до прийняття принципово нового закону про кооперацію, який створив правову базу для переходу країни до багатоукладної економіки і до реального ринку. |

В той же час Валерій Кичін через майже чверть століття після закриття програми (у 2012 році) зазначав:
|  | У знаменитій програмі «Взгляд» перших років перебудови усміхнені молоді супермени — Любимов, Лістьєв, Політковський, Захаров, Додолєв — постали «лицарями правди» і борцями за «нове телебачення». Зміст новизни, крім дозволеної, але все одно такої, що викликала повагу, незалежності суджень, був в особливому ритмі, в якому існували динамічні молоді люди. Він був природним, в ньому була своя чарівність. Тоді він здавався динамікою нового часу. Сьогодні ясно, що це — метеликовість, яка з модного стилю поступово перероджувалася в життєву позицію. Ні на чому не можна зосередитися більш ніж на п'ять хвилин. Треба поспішати: яка до біса філософія, нас чекає черговий кліп. Думка, ледь виникнувши, зарізається на півфразі, і вже нікого не хвилює, чим вона завершиться: намітили тему будь-якої важливості, відмітилися — і мимо. За півтори години програма встигала поговорити про все і ні про що всерйоз. Але сприймали її всерйоз. Як знак нової свідомості. Як образ думки покоління. Відбивала вона потреби суспільства? Безсумнівно. Вона давала ілюзію дотику до предметів досі заборонених, охоче і задерикувато викривала. Але далі не йшла. Її боротьба складалася з дрібних стусанів-кусань і ніколи не переходила на інтелектуальний рівень, не прагнула викрите осмислити і тим дати суспільству реальний поштовх до самовдосконалення. |

## Ведучі і режисери
У різний час ведучими були:
| - Дмитро Захаров (1987—1990) - Владислав Лістьєв (1987—1991) - Олександр Любимов (1987—1991, 1994—2001) - Олег Вакуловський(1987) - Олександр Політковський(1988—1991) | - Сергій Ломакін (1988—1989) - Володимир Мукусєв (1988—1990) - Артем Боровик (1989—1990) - Євген Додолєв (1989—1990) - Ігор Кирилов (1990—1991) |

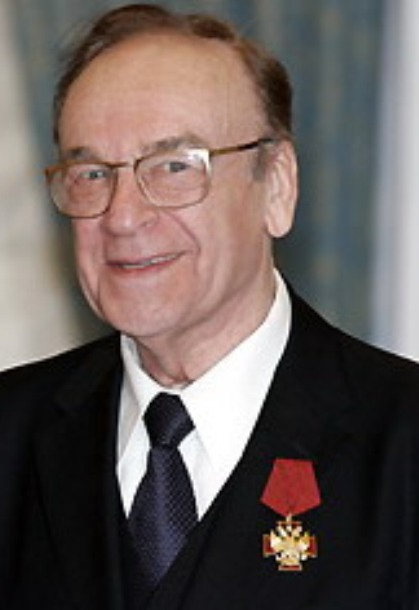
Ігор Кирилов
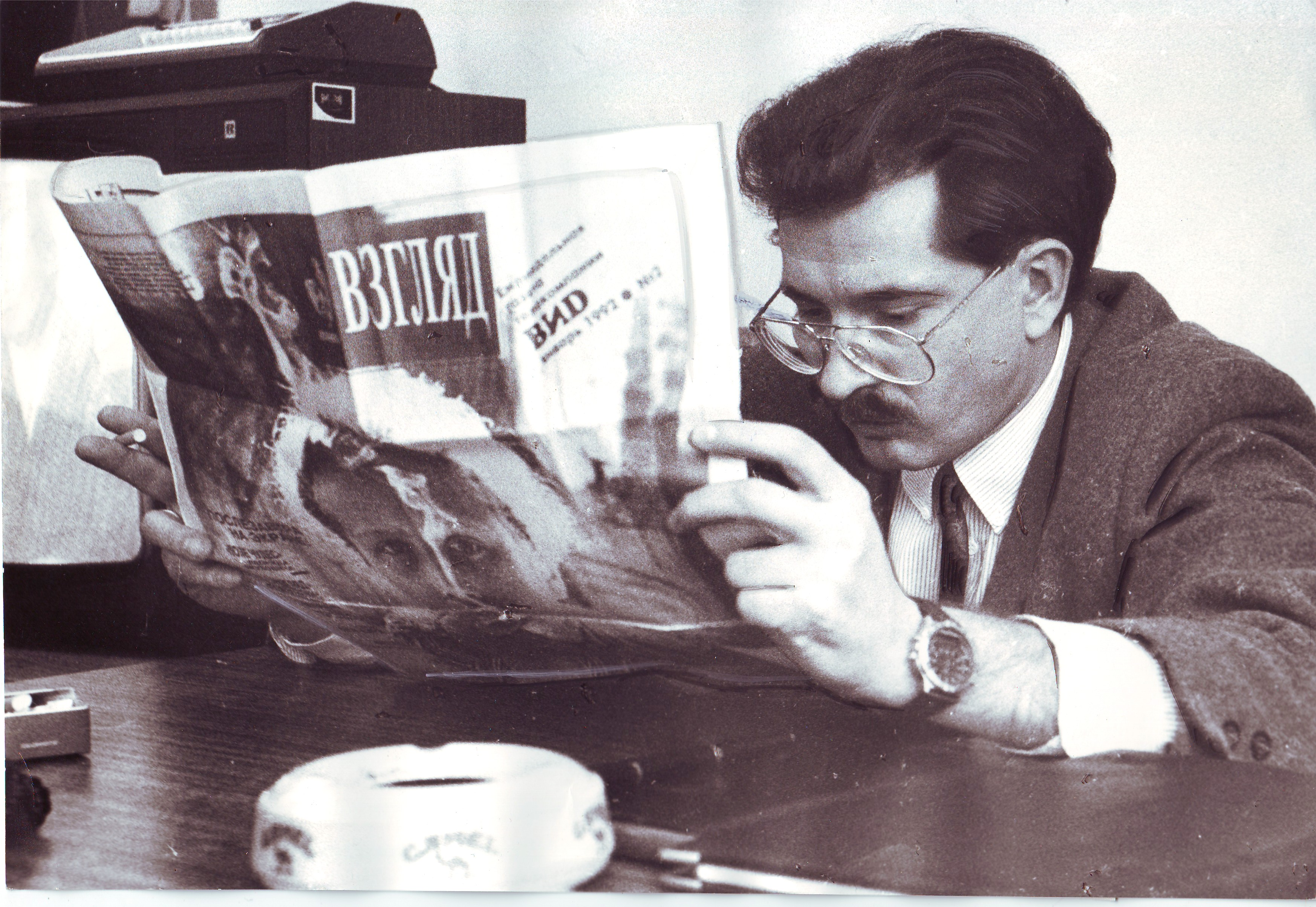
Влад Лістьєв
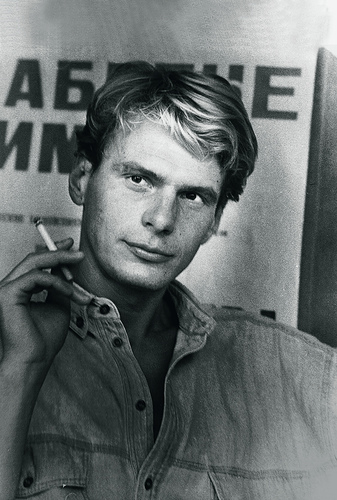
Євген Додолєв
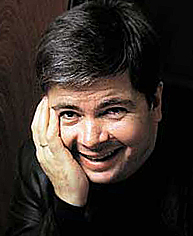
Артем Боровик

Крім того, по одному випуску провели Олександр Масляков (1 квітня 1988 року) і Микита Михалков (спортивний випуск).
На етапі пострадянського перезапуску як співведучі Олександра Любимова залучалися Сергій Бодров (1996—1999), Андрій Кирисенко (1998—2000), Чулпан Хаматова (2000, до цього неодноразово брала участь у програмі як гостя), Микола Цискарідзе (пізній «Погляд», 2001).
У програмі також працювали:
| - Іван Демидов (режисер) - Костянтин Ернст (сценарист, режисер випусків 1989 року) - Андрій Разбаш (режисер) - Тетяна Дмитракова (режисер) | - Сергій Морозов (режисер) - Олександр Купрін (режисер сюжетів і фільмів) - Олена Карпова (музичний редактор) - Марина Лозова (музичний редактор) |

### Журналісти
| - Олена Саркісян (автор сюжетів) - Владислав Флярковський (автор сюжетів) - Чорнуха Яна (автор сюжетів) - Олена Ханга (автор сюжетів, 1987—1989) - Дмитро Дібров (автор сюжетів, 1988—1989, інтерв'юер, 1997) | - Іван Усачов (1990, рубрика «Зонд») - Оксана Найчук (кореспондент) - Олена Масюк (кореспондент) - Валерій Комісарів (кореспондент, 1989—1991) - Андрій Калітін (кореспондент) - Василь Уткін (кореспондент) |

## Значущі сюжети

### Соціальний рок
Популярність соціального року в СРСР частково була забезпечена програмою «Взгляд». Сергій Ломакін в газеті «Музыкальная правда» згадував:
|  | «Взгляд» експлуатував закономірний інтерес публіки до соціального року. І показав масовій публіці найкращі команди: «ДДТ», «Наутілус Помпіліус», «Кіно». Це була справжня громадянська поезія, і ми пробили цією музикою пролом в цензурній стіні... На т. зв. «Великій» планерці в Останкіно один з музичних редакторів одного разу сказав: «Величезне спасибі «Взгляду» за те, що він відкрив країні радянський рок». Бутусов, Цой, Шевчук - це література небайдужих людей. Тоді музика робила революцію... |

### Гдлян і Іванов
Ось як про це згадували чверть століття потому:
|  | У серпні 1988 року слідчі Гдлян і Іванов несподівано виступили по Центральному телебаченню в програмі «Взгляд», і повідомили, що після XIX Всесоюзної конференції КПРС вже двічі перевірялися матеріали кримінальної справи, але висновок один і той самий: є всі підстави для залучення низки делегатів конференції до кримінальної відповідальності… Кілька слів про саму програму «Взгляд», в якій виступили Гдлян і Іванов. Програма «Взгляд» була однією з найпопулярніших на радянському телебаченні в 1987—1991 роках, і відрізнялася різко критичним настроєм щодо радянської системи, там критикували все і всіх (не критикували тільки демократів). |

### Радянські військовополонені в Афганістані
Той же Сергій Ломакін зазначав:
|  | Ми першими підняли питання про наших військовополонених в Афганістані. Саша Бархатов поїхав у Пакистан і показав крупним планом цих хлопців, які ледве пересувають ноги. Програма «Время» цей сюжет не дала, а «Взгляд» дав. Ми ж займалися й «афганськими» інвалідами. |

### Поховання В.І.Леніна
В ефірі програми режисер театру «Ленком» Марк Захаров вперше сказав про необхідність поховання Володимира Ілліча Леніна і спалив свій партійний квиток члена КПРС.

### Скандал в ЦБЛ
18 січня 1990 року в Центральному будинку літераторів (ЦБЛ) товариство «Пам'ять» виступило проти членів товариства «Апрель» («письменники в підтримку перебудови»). Тоді був побитий літератор Анатолій Курчаткін. Про цю історію в своїх книгах пізніше писали учасники події, зокрема письменник Олександр Рекемчук:
|  | Газети та тижневики рясніли сенсаційними повідомленнями про погром… 23 січня Анатолія Курчаткіна і мене запросили для участі в програмі «Взгляд». У ту пору «Взгляд» мав нечувану популярність. Його дивилися по системі «Орбіта» десятки мільйонів глядачів на просторі від Сахаліну до Балтики, від Норильська до Фергани. Вели передачу молоді журналісти Влад Лістьєв, Артем Боровик, Володимир Мукусєв, Олександр Політковський, Євген Додолєв. Вперше телеглядачам показали кадри, зняті Стелою Алейніковою-Волькенштейн у той вечір. Потім було питання: що це таке? У мене зберігся аудіозапис передачі: «Курчаткін. …Одна страшна річ: ми маємо справу з тим різновидом національної свідомості, яку можна назвати словом „чорний націоналізм“. Рекемчук. Ми давно і, мабуть, марно вдаємося до евфемізмів, говорячи про це явище. Ми уникаємо вимовляти слово „фашизм“. Ось чому ми воліємо говорити натяками. Але треба називати речі своїми іменами: цей рух політичний, фашистський». Потім було безліч телефонних дзвінків від тих, хто дивився і слухав цей випуск «Взгляду». Одні висловлювали підтримку. У їх числі був Юрій Нагибін: «Ти сказав те, що треба було сказати давно». Інші ж, не представляючись, не вступаючи в суперечку, просто крили мене триповерховим матом. Після повернення з Києва я буду викликаний повісткою до суду, як свідок у справі Осташвілі-Смірнова. |

### Сюжет про коня
Владислав Лістьєв і Тетяна Дмитракова зробили в свій час сюжет про хлопця, який «узяв в СК МАІ після отриманої травми ноги коня і поселив його в московській квартирі (Волоколамське ш. 8) на першому поверсі, з бажанням його вилікувати. Юнака звали Петя Малишев. Пізніше він поїхав добровольцем у Молдавію, а потім в Сербію, де загинув. А коня потім віддали на КСБ БІТЦА» (журі фестивалю в Монтре присудило сюжету вищу премію).

## Відображення в культурі

### В музиці
Початок телепрограми супроводжував уривок з композиції та відеокліпу Біллі Айдола «Don't need a gun» з альбому 1986 року «Whiplash smile».
- Телепрограмі «Взгляд» була присвячена пісня «Ох уж этот „Взгляд“» (вик. Сергій Мінаєв, Володимир Маркін і Валерій Панков[ru])[58]. Пісня являє собою кавер на пісню Shy Shy Sugarman німецького поп-тріо Jack's Project[59].
- Група «Сектор Газа» виконує пісню «Голуб», в якій згадується передача «Взгляд»:

Свидание назначила ты мне,

На шесть часов, всё было как во сне,

Я целый день подряд утюжил свой наряд,

Чтобы смотреться как ведущий передачи «Взгляд»
- Ігор Тальков згадав програму в пісні «Метаморфоза», що описує різку зміну політичних поглядів публічних людей під час Перебудови:

Обрядился в демократа

Старый брежневский «пират»,

Комсомольская бригада

Назвалась программой «Взгляд».
- Сольний альбом Андрія Макаревича «Біля ломбарду» (1991 рік) відкриває пісня «Пооткрыли вновь церквей», в якій є рядок:

Я бы был ужасно рад слышать ваше мнение,

Только молча гость сидел, попивал вино,

Досмотрел программу «Взгляд», депутатов прения,

На часы взглянув, зевнул и вылетел в окно.
- У 1994 році Андрій Макаревич написав пісню «Посвята ВИДу», яка починається так:

На исходе заката когда-то,

Может, год, может, больше назад

Как робел я от вашего «Взгляда»,

 Как любил ваш задумчивый «Взгляд».

### В кінематографі
- У фільмі «Імітатор» є епізод, де в студії програми «Взгляд» Владислав Лістьєв бере інтерв'ю у головного героя картини — пародиста Ігоря Луценка (Ігор Скляр).